# جورج ك. إدواردز
جورج ك. إدواردز (بالإنجليزية: George C. Edwards)‏ هو سياسي أمريكي، ولد في 8 أبريل 1948 في غرانتسفيل في الولايات المتحدة. حزبياً، نشط في الحزب الجمهوري. وقد انتخب عضو مجلس النواب لولاية ماريلند.